# Ritual (álbum de Shaman)
Ritual es el primer disco de la banda brasilera Shaman, compuesta mayoritariamente por exintegrantes del grupo Angra.
Ritual es el primer álbum de la banda brasileña de Heavy metal / power metal Shaman. Lanzado en 2002, es un disco conceptual, con eje en las culturas indígenas, el chamanismo y el misticismo. Íntegramente en inglés, lo instrumental se enriquece con pinceladas de música clásica y world music.
Su rescate de lo indígena se observa no solo en las letras, sino también la inclusión de detalles musicales que le otorgan un interesante toque de originalidad. En este sentido, se emparenta con algunos tracks del disco "Holy Land" (perteneciente a Angra, banda previa de Matos, L. Mariutti y Confessori) que de hecho puede pensarse como precursor de la línea desarrollada posteriormente en Ritual. Recordemos que el mismo nombre de la banda proviene de una canción de dicho disco.

El disco fue producido por Sascha Paeth, conocido por sus trabajos junto a Angra, Edguy y Avantasia, entre otros. Paeth colabora además con su guitarra en "Pride", canción que cierra la placa, donde también se suma la voz de Tobias Sammet.
La ilustración de portada pertenece a  Marc Klinnert (quien ya había realizado trabajos para otras bandas, por ejemplo, Rhapsody) y representa gráficamente el nombre de la banda.

Como curiosidad, una de las canciones de este disco, Fairy Tale, fue seleccionada como banda sonora de una telenovela llamada  "O Beijo do Vampiro", de la Red O Globo.

## Lista de canciones
1. "Ancient Winds" (Matos) – 3:16
2. "Here I Am" (Matos) – 5:56
3. "Distant Thunder" (H. Mariutti) – 6:22
4. "For Tomorrow" (Confessori) – 6:47
5. "Time Will Come" (H. Mariutti) – 5:32
6. "Over Your Head" (L. Mariutti) – 6:37
7. "Fairy Tale" (Matos) – 6:56
8. "Blind Spell" (Confessori) – 4:34
9. "Ritual" (Matos) – 6:37
10. "Pride" (Matos) – 4:11

Todas las letras por: Andre Matos.

## Formación
- Andre Matos - Voz, piano
- Hugo Mariutti - Guitarra
- Luís Mariutti - Bajo
- Ricardo Confessori - Batería

### Músicos invitados
- Tobias Sammet (Edguy) - voz en "Pride"
- Sascha Paeth - Guitarra en "Pride"
- Marcus Viana - Violín en "Over Your Head"
- Derek Sherinian - Solo de teclado en "Over Your Head"
- Ademar Farinha - Instrumentos de viento en introducción de "For Tomorrow"
- Michael Rodenberg - "Ancient Winds"